# Tina i Tony
Tina i Tony (títol original en rus, Тима и Тома; transcrit com a Tima i Toma) és una sèrie de televisió d'animació russa per a infants en edat preescolar. Es tracta d'un projecte conjunt del grup Riki i Tsentralnoie televidenie, produïda per l'estudi Petersburg. Narra la vida de l'hipopòtam Tony i l'elefanta nadó Tina. S'ha doblat al català.